# 1153 Wallenbergia
1153 Wallenbergia là một tiểu hành tinh vành đai chính bay quanh Mặt Trời. Nó hoàn thành một chu kỳ quay quanh Mặt Trời là 3 năm. Chu kỳ tự quanh là 4 giờ. Nó được phát hiện bởi Sergei Ivanovich Belyavsky ở Simeis ngày 5 tháng 9 năm 1924. Tiểu hành tinh này được đặt theo tên nhà toán học người Đức, Georg James Wallenberg. Tên ban đầu của nó là 1924 SL.